# Теракт в Бургасе
Террористический акт в Бургасе — произошёл в аэропорту Бургаса (Болгария) в 17:23 по местному времени, 18 июля 2012 года. В результате взрыва автобуса террористом-смертником погибли 7 человек (включая смертника) и ещё 32 получили ранения.

## Взрыв
В среду, 18 июля 2012 года в 17:43 по местному времени в аэропорту «Сарафово» болгарского города Бургас приземлился чартерный рейс из Тель-Авива, на борту которого были 155 человек — в основном недавние выпускники школ, граждане Израиля. Они направлялись на курорт на Солнечном берегу. В 17:23, когда несколько человек уже зашли в автобус, произошёл взрыв. Три других туристических автобуса, ожидающие израильтян, также были повреждены. Погибли семь человек, в числе которых оказались водитель автобуса — гражданин Болгарии, пять израильских туристов и террорист-смертник. Всего, по данным болгарского министерства внутренних дел, во взорвавшемся автобусе должны были ехать 47 человек. В больницах находились 37 человек, из них трое — те, кто пострадал наиболее серьёзно — были перевезены в Софию. Помимо израильтян, среди раненых оказались и граждане других государств — США, Италии, Словакии и Болгарии.

## Реакция
Сразу после взрыва Болгария усилила меры безопасности по всей стране. Аэропорт Бургаса был закрыт, все рейсы взамен него направлялись в Софию или Варну. Пассажиры, вылетающие из болгарских аэропортов, прошли дополнительные проверки. Дополнительные силы полиции также были направлены на защиту вокзалов, зданий почты, отелей, где остановились туристы из Израиля, и пяти тысяч евреев, проживающих в Софии. Закрыли на несколько часов и аэропорт «Бен-Гурион» в Тель-Авиве, из-за чего был отложен вылет 11 рейсов. Общая служба безопасности Израиля «Шин-Бет» приостановила все полёты в 11 стран Восточной Европы. Атаку на израильских туристов тут же осудило мировое сообщество во главе с США. К расследованию болгар (которые, по собственному признанию, имеют мало опыта в этом деле), помимо израильских спецслужб и Интерпола, сразу же присоединились специалисты ФБР и ЦРУ.

## Террорист
19 июля была опубликована видеозапись, на которой виден высокий мужчина в кепке, футболке, шортах и кроссовках, на которого нацеплены два рюкзака. Он спокойно прогуливается по зданию аэропорта, после чего направляется к дверям. В болгарских СМИ появились сообщения, что взорвавшим автобус террористом был 33-летний Мехди Йезали, гражданин Швеции алжирского происхождения, который в период с 2002 по 2004 годы находился в заключении в американской тюрьме на базе Гуантанамо. По решению администрации тюрьмы, М. Йезали передали Швеции, где он должен был отбывать заключение. Однако шведские власти не стали выдвигать против него обвинений. По некоторым данным, М. Йезали был в числе 12 человек, задержанных при попытке пересечь границу Афганистана в 2009 году. Однако власти Швеции опровергли данные о том, что смертник М. Йезали, устроивший теракт в аэропорту Бургаса, был подданным этой страны, в свою очередь, власти Болгарии выступили с аналогичными заявлениями.
Позже в СМИ появилась информация, что в полицию Болгарии поступила ориентировка на второго подозреваемого в причастности к теракту. По данным СМИ, свидетели описали предполагаемого соучастника теракта как мужчину с короткой стрижкой, который говорил по-английски с сильным акцентом. Был составлен фоторобот мужчины, который полиция уже показывала персоналу нескольких отелей. Какова была роль предполагаемого соучастника теракта, неизвестно.
В июле 2013 года болгарская газета «Дневен Труд» сообщила, что предполагаемых террористов зовут Мелиад Фарах, также известный как Хуссейн Хуссейн, гражданин Австралии, родился 5 ноября 1980 года, второй — Хассан Эль-Хадж Хасан, гражданин Канады, родился 22 марта 1988 года. Также сообщается, что террористов было четверо, контрабандным путём они доставили из Польши в Болгарию детонатор и пульт дистанционного управления. Личность смертника всё ещё не установлена.

## Погибшие
1. Кохава Шрики (כוכבה שריקי) (42), из Ришон ле-Циона,
2. Ицхак Коланги (28) (איציק קולנגי), из Петах-Тиквы,
3. Амир Менаше (אמיר מנשה) (28), из Петах-Тиквы,
4. Маор Харуш (25) (מאור הרוש), из Акко,
5. Элиор Прайс (26) (אליאור פרייס), из Акко,[8][9]
6. Мустафа Кёсов (болг. Мустафа Кьосов) — водитель автобуса, гражданин Болгарии[10]

## Ответственность за теракт
Премьер-министр Израиля Биньямин Нетаньяху обвинил в теракте организацию «Хезболла» (Ливан) и поддерживающий её Иран. Иран отверг эти обвинения.
В январе 2013 года министр иностранных дел Болгарии в ходе своего визита в Израиль представил его руководству черновик отчёта о расследованиях теракта.

5 февраля 2013 Болгария опубликовала официальный отчёт о результатах расследования, в котором вина возложена на террористическую группировку «Хезболла».